# Horace King

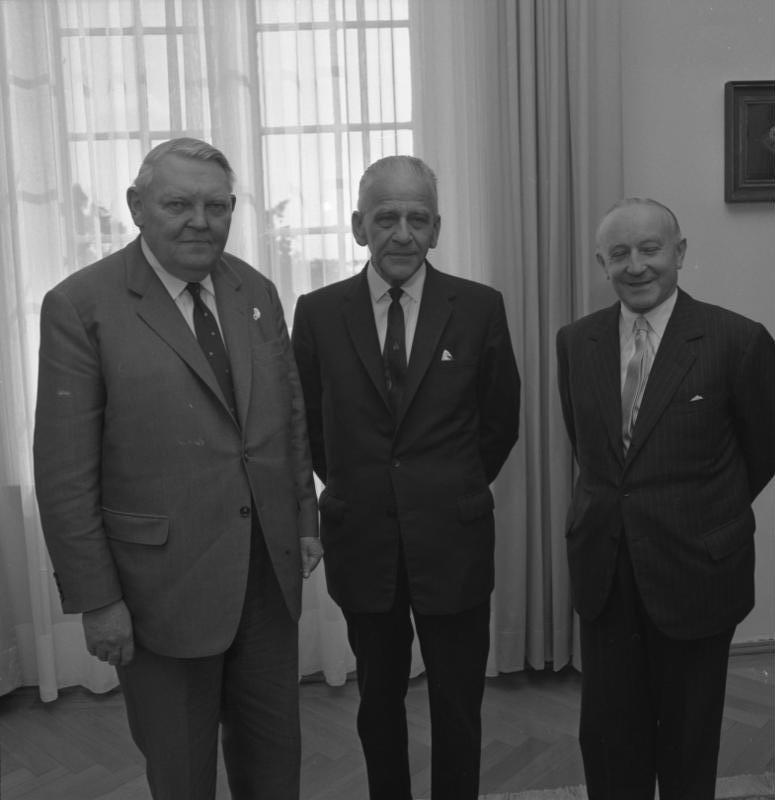
Horace King (2.v.l.) und Ludwig Erhard 1966 in Bonn

Horace Maybray King, Baron Maybray-King (* 25. Mai 1901 in Grangetown (Middlesbrough); † 3. September 1986) war ein britischer Politiker der Labour Party und Sprecher des Unterhauses (House of Commons).

## Familie, berufliche Laufbahn und Zweiter Weltkrieg
Der Sohn eines Versicherungsvertreters und methodistischen Laienpredigers absolvierte nach dem Schulbesuch in Stockton-on-Tees von 1917 bis 1922 ein Anglistikstudium am King’s College London. Nach dem Diplom wurde er zunächst Lehrer und 1927 Leiter der Englischabteilung der Taunton‘s School in Southampton. Neben seiner Tätigkeit als Lehrer absolvierte er später noch ein Fernstudium am King’s College und promovierte dort 1940 mit einer Arbeit über William Shakespeare zum Philosophiae Doktor (Ph.D.).
Während des Zweiten Weltkrieges war er vom Militärdienst wegen eines Magengeschwürs freigestellt. Gleichwohl trug er als Komponist („The V Concert Party“, „Spitfire Song“) und Musiker zur Truppenunterhaltung bei und organisierte auch Konzerte zum Kauf von Spitfire-Abfangjägern und Spendensammlungen für Russland. Mit einem Lehrerkollegen übersetzte er als Erster das Lied Lili Marleen ins Englische. 1940 wurde er zusammen mit seiner Familie und der Taunton‘s School von Southampton nach Bournemouth evakuiert. Unter seinen Schülern befand sich unter anderem der spätere Komiker Benny Hill. 1947 wechselte er als Rektor an die Regent’s Park Grammar (Oberschule).
Seine erste Frau Victoria Florence King war ebenfalls politisch aktiv und mehrere Jahre Ratsfrau und im Jahr der Krönung von Königin Elisabeth II. 1953 Bürgermeisterin von Southampton. Später wurde sie postum mit dem Order of the British Empire (OBE) ausgezeichnet.

## Politische Laufbahn

### Abgeordneter
King begann seine politische Laufbahn bei den Wahlen zum Unterhaus (House of Commons) als erfolgloser Kandidat der Labour Party unter Clement Attlee für den traditionell konservativen Wahlkreis New Forest and Christchurch. 1946 wurde er jedoch zum Mitglied des Rates der Grafschaft Hampshire gewählt, dem er mit einer nur dreijährigen Unterbrechung bis 1965 angehörte.
1950 kandidierte er mit einer knappen Mehrheit erfolgreich als Kandidat der Labour Party für den neu geschaffenen Wahlkreis Southampton Test. 1951 konnte er diesen Sitz bei den Wahlen nach dem Scheitern der Mehrheit der Labour Party um Attlee im Unterhaus verteidigen. 1955 kandidierte er als Kandidat der Labour Party für den wesentlich sichereren Wahlkreis Southampton Itchen, dem er bis zu seinem Ausscheiden aus dem House of Commons im Jahr 1970 angehörte. Als Abgeordneter gehörte er zeitweise als überzeugter Europäer auch dem Europarat an.
Während seiner Abgeordnetentätigkeit baute er Beziehungen in die USA und nach Kanada auf, wo er auch Vorlesungen über Britisches Verfassungs- und Parlamentsrecht hielt. Während einer Vorlesungsreihe trat er in der Show eines Lokalsenders mit dem Titel „The Two Dr Kings“ gemeinsam mit dem US-amerikanischen Bürgerrechtler Martin Luther King auf.
Er organisierte auch die britische Unterstützung des UNICEF-Projekts zur Verlegung der Tempelanlagen Abu Simbel in Ägypten im Zuge der Baumaßnahmen zum Assuan-Staudamm. Darüber hinaus machte er als einer der Ersten in Großbritannien auf Autismus aufmerksam.

### Parlamentssprecher und Mitglied des Oberhauses
Nach dem Wahlsieg der Labour Party unter Harold Wilson bei den Unterhauswahlen am 10. Oktober 1964 wurde er Erster Stellvertretender Sprecher des Unterhauses und Vorsitzender des Ausschusses für Wege und Mittel (Ways and Means). Nach dem Tode des Unterhaussprechers Harry Hylton-Foster am 2. September 1965 wurde er als dessen Nachfolger selbst schließlich Sprecher des House of Commons (Speaker). Im gleichen Jahr wurde er zum Mitglied des Privy Council (PC) ernannt. King war der erste Labour-Politiker, der jemals dieses Amt bekleidete.
Während seiner bis 1970 dauernden Amtszeit führte er eine Beschleunigung der Fragestunde und die Erlaubnis des Hosentragens für weibliche Abgeordnete ein. 1971 folgte ihm Selwyn Lloyd als Speaker.
Nach seinem Ausscheiden aus dem House of Commons wurde er am 2. März 1971 als Baron Maybray-King of the City of Southampton in den Adelsstand erhoben und gehörte damit zugleich dem Oberhaus (House of Lords) an. Dort war er zeitweise ebenfalls Stellvertretender Sprecher.

## Veröffentlichungen
- Parliament and Freedom, 1953
- State Crimes, 1967
- Before Hansard; a quaint collection of curious details from the story of the Mother of Parliaments, gathered from the ancient Journals and from diaries of former M.P.s., 1968
- Songs in the night: a study of the book of Job, 1968
- Speaker in Parliament, 1973